# You Really Got Me
You Really Got Me er en sang fra The Kinks' debutplade fra 1964, Kinks. Sangen er skrevet af Ray Davies og var gennembrudshittet for The Kinks. Den var deres tredje single og den første, der blev nummer et på hitlisten i England. Den blev derved kickstarten for gruppens karriere. Sangen er mange steder beskrevet som "sangen, der opfandt heavy metal". Sangen er bygget omkring et simpelt, men dog dengang originalt guitarriff, spillet med powerchords, som stort set aldrig var brugt før, samt distortion, som var en helt ny ting. Kinks-guitarist Dave Davies sagde, at han frembragte den forvrængede lyd ved at skære i sin forstærker med et barberblad.
I 2005 blev sangen valgt som "den bedste engelske rock-sang mellem 1955-65" i en lytterafstemning på den engelske radio BBC.